# Бутылка рома с сифоном
Бутылка рома с сифоном (исп. Sifón y pequeña botella de ron) — картина Сальвадора Дали, выполненная в стиле кубизма.

## Описание
Полотно представляет собой нечто среднее между кубистическими тенденциями того времени и работами итальянских художников школы метафизической живописи, которые Дали видел в журнале «Валори пластичи» («Пластическое искусство»). Картина демонстрировалась на двух крупных выставках в 1925 году: на Первой выставке Товарищества иберийских художников (в выставочном зале «Ретиро» в Мадриде) и первой персональной выставке Дали (в галерее Далмау в Барселоне).
В 1925 году Дали писал Гарсиа Лорка:
Я провожу эксперименты с целью создания атмосферы, или, говоря точнее, изучаю структуру пустоты; на мой взгляд, пластичность пустоты, на которую я раньше не обращал внимания, является очень интересной, поскольку эта пластичность почти всегда возникает из пластичности твердой материи.